# 巫师之时

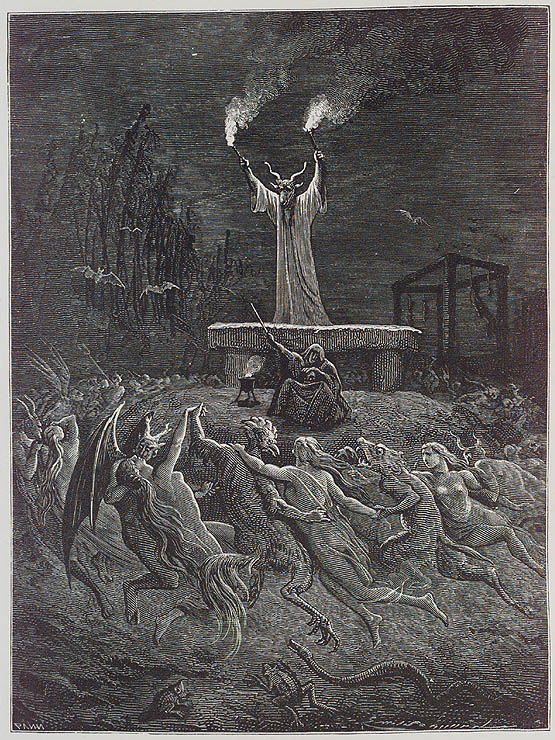
女巫安息日。

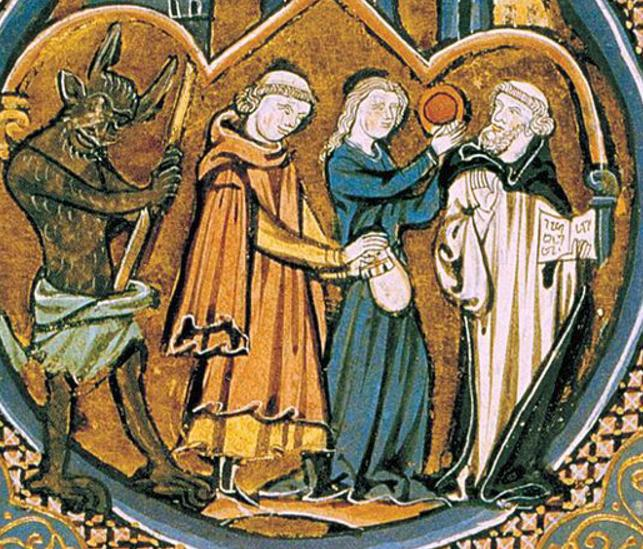
西元13世紀描繪的一個不潔的靈魂。

巫師之時或魔鬼時刻，是在民間傳說中與超自然事件相關的夜晚時間，其中女巫、惡魔和鬼魂被認為是最強大的。定義各不相同，包括午夜之後的一小時，以及凌晨3：00 am 和4：00 am 之間的時間。該術語現在具有廣泛的口語和慣用用法，與人類生理學和行為有關，以及更迷信的現象，如運氣。

## 起源
「巫師之時」一詞至少早在1775年就存在了：在馬修·韋斯特牧師的詩歌《夜，頌歌》中。儘管它的起源可能可以追溯到1535年，因為對歐洲巫術的擔憂不斷湧現，因此，當時的天主教會禁止在凌晨3：00和4：00的時間範圍內進行活動Modernism.。
在西方基督教傳統中，凌晨3：00至4：00之間的時間被認為是超自然活動的高峰期：因為它是對耶穌死亡時間的嘲弄反轉，即下午3：00，因此這個時間也被稱為「魔鬼時刻」Modernism.。

## 時間
有很多時間可以被認為是巫術時刻。一些人聲稱時間在凌晨12：00到凌晨1：00之間，而另一些人則聲稱日落和日出之間的超自然活動有所增加。「New Zealand Oxford Dictionary」則將午夜確定為女巫活躍的時間。
在這個術語起源的時期，是許多人睡眠的時間，這意味著女巫們在半夜醒著。儘管如此，有心理學的文獻表明，對應於凌晨3：00體內褪黑激素量的峰值，顯靈經驗和感知到的存在在凌晨2：00至凌晨4：00之間最為常見。

## 生理學

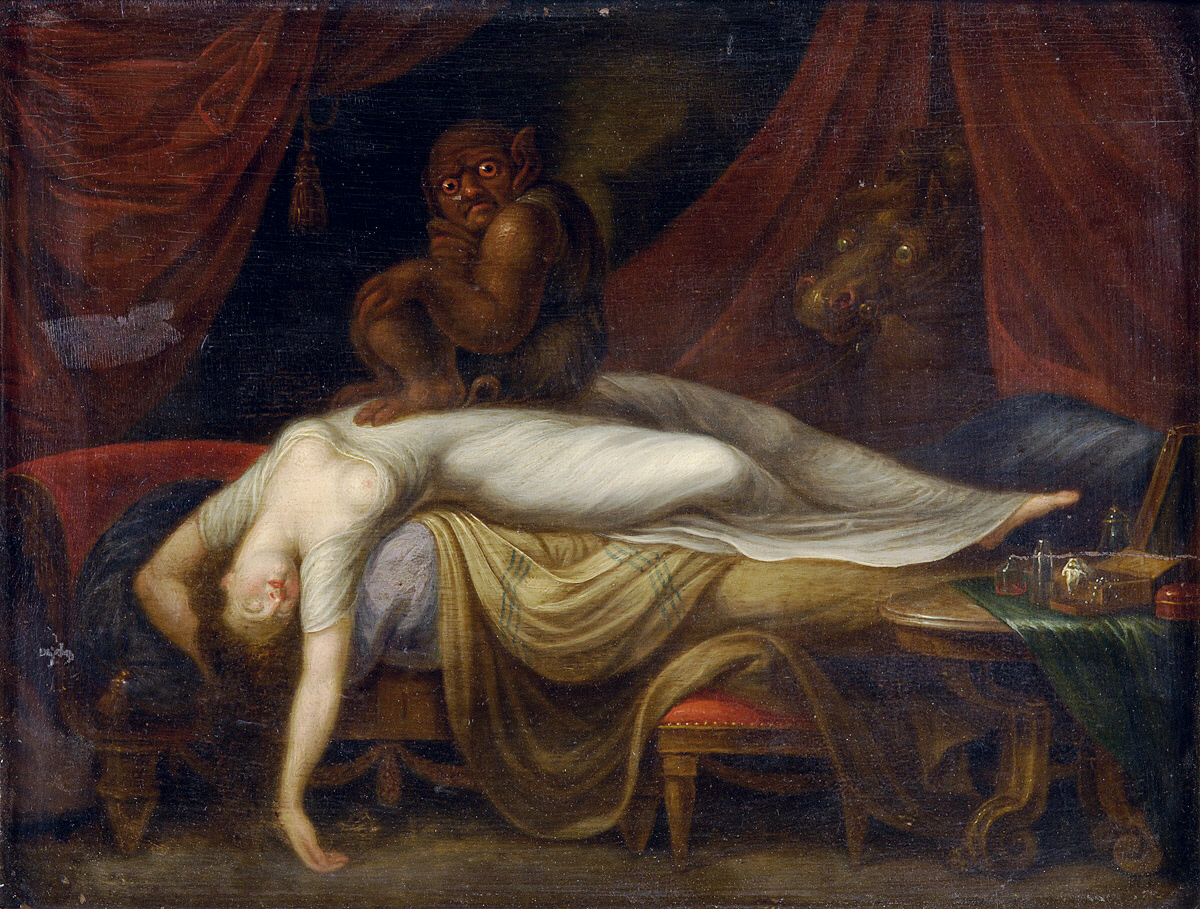
19 世紀版本的約翰·亨利希·菲斯利的《噩夢》（1781）。

巫術時間的概念可能源於人類的睡眠週期和晝夜節律：當時身體正在經歷快速動眼期，心率變慢，體溫降低，呼吸模式和血壓不規則。從快速動眼期中突然醒來，可能會導致個人的精神困擾、恐懼和迷失方向。
此外，在快速動眼期，通常發生在巫術時間內，可能會經歷令人不快和可怕的 睡眠障礙，例如 異態症，包括 噩夢、快速動眼期行為障礙、夜驚、夢遊症、殺人夢遊和睡眠麻痹。
此外，在夜間和巫術時間，因為在深夜，尤其是在睡眠期間，血液中的皮質醇較少，肺病、哮喘、流感和普通感冒等疾病和病症的癥狀似乎會加劇。因此，免疫系統變得非常活躍，白血球在睡眠期間抵抗體內感染，從而加重發燒，鼻塞，咳嗽，發冷和出汗的癥狀。

## 口語用法
該術語可以通俗地用於指任何厄運時期，或者認為壞事更有可能發生。
在投資中，這是股票交易的最後一個小時，波動率高於平均水平的時期。
該術語也可以指嬰兒或幼兒在睡前一小時（或兩小時）長時間哭泣的現象，變得煩躁和笨拙，原因不明。
為了減少槍支暴力，華盛頓特區的宵禁時間在晚上11：00至淩晨12：00之間生效，以降低青少年槍擊事件。受「切換時間」思想的影響，這種情況發生在工作日晚上11點到11點59分之間，被稱為「切換小時」。此外，强姦和性侵等暴力犯罪平均在午夜達到高峰，而酒後駕駛員警事件通常發生在淩晨2點左右。